# Boliviaanse mierpitta
De Boliviaanse mierpitta (Grallaria cochabambae) is een zangvogel uit de familie Grallariidae (mierpitta's). De vogel werd in 1940 als ondersoort van de muiscamierpitta (G. rufula) beschreven door James Bond & Rodolphe Meyer de Schauensee, maar staat sinds 2021 als aparte soort op de IOC World Bird List.

## Verspreiding en leefgebied
De soort komt voor in het westelijk deel van de Bolivia.